# Presidente electo de Venezuela
El presidente electo de la República Bolivariana de Venezuela es el título con el que se nombra al candidato que resultó ganador en las elecciones presidenciales en Venezuela, durante el período constituido entre el anuncio de los resultados electorales hasta su toma de posesión para el nuevo periodo de mandato.

## Marco constitucional
Según lo establecido en la Constitución; el presidente electo es elegido en elecciones mediante votación popular, el candidato que haya obtenido el mayor número de votos válidos se proclamará electo. Tras el escrutinio de votos, el Consejo Nacional Electoral, es el organismo encargado de anunciar y proclamar al nuevo Presidente electo de la República. El mandato del Presidente electo se oficializa con su toma de posesión, mediante un juramento hacia la ley constitucional ante el pleno de la Asamblea Nacional el día 10 de enero del primer año de su período constitucional. Aunque la misma Constitución establece que si por cualquier motivo sobrevenido, el presidente electo es incapaz de juramentarse ante la Asamblea Nacional, debe hacerlo frente al Tribunal Supremo de Justicia.
En casos de falta absoluta del presidente electo antes del día de posesión, se deberá convocar elecciones dentro de los siguientes 30 días. El presidente de la Asamblea Nacional asumirá el interino mientras se realizan nuevas elecciones.

## Historia

### Período 1948-1999

#### Rómulo Gallegos
El primer presidente venezolano en ser elegido por el voto de la ciudadanía en Venezuela, fue Rómulo Gallegos, reconocido escritor del siglo XX que, además de la literatura, también le apasionaba la política, en la década de los 30 se inició en la política como diputado de la Asamblea Nacional. Gallegos participó en el golpe de Estado de 1945 que depuso a Isaías Medina Angarita y coloco a Rómulo Betancourt al frente del nuevo gobierno provisional. En 1947, participó como candidato a la presidencia en las primeras elecciones directas y de sufragio universal del país, en las que fue elegido con más del 74 % de los votos del electorado, convirtiéndose en el primer presidente electo de la república, tomó posesión el 16 de febrero de ese mismo año, pero su gobierno tuvo una efímera duración de nueve meses, ya que sufrió un golpe de Estado liderado por el general Carlos Delgado Chalbaud, que puso fin a su mandato y terminó llevando al poder al militar Marcos Pérez Jiménez, Gallegos se exilió y no volvería a Venezuela hasta 1958.

#### Rómulo Betancourt

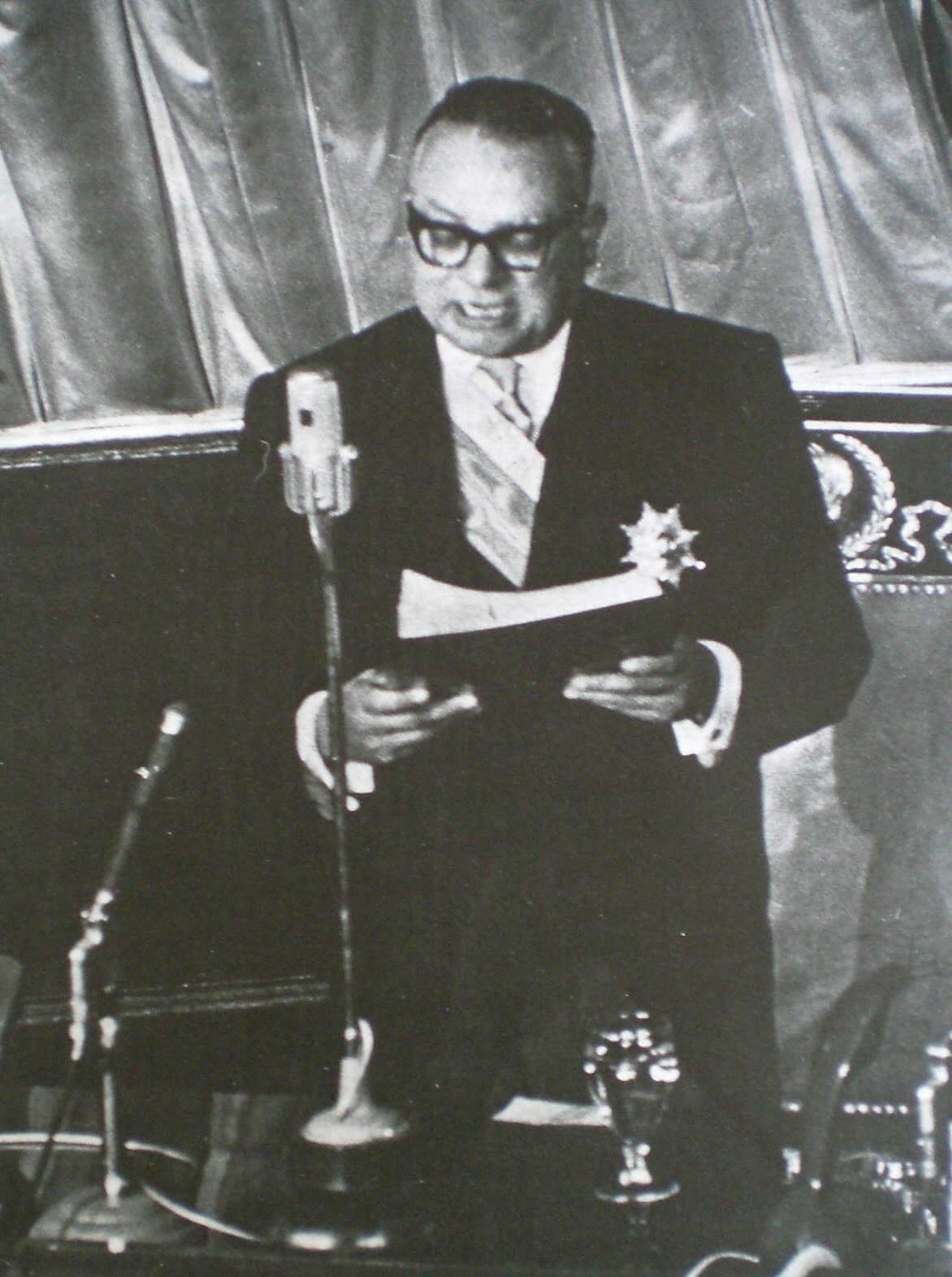
Rómulo Betancourt durante su discurso de toma de posesión el 13 de febrero de 1959.

Tras el golpe de Estado que puso fin al régimen de Pérez Jiménez en enero de 1958, se realizaron nuevas elecciones generales en diciembre de ese mismo año. En estas elecciones resultó electo el candidato de Acción Democrática (AD) y expresidente provisional, Rómulo Betancourt, que con el 49,18 % del sufragio, se transformó en el segundo presidente electo de Venezuela. Betancourt hizo su toma de posesión el 13 de febrero de 1959.

#### Raúl Leoni
El primero de diciembre de 1963, se efectuaron las segundas elecciones presidenciales desde el retorno de la democracia en Venezuela, el candidato Raúl Leoni nominado por AD, venció con 957 574 votos, lo que representó un 32,17 % del total de votos válidos frente al resto de partidos. El día 15 de marzo de 1964, el presidente electo Raúl Leoni, toma posesión de su cargo, sucediendo a Rómulo Betancourt. Su mandato se destacó por ser el primero en lograr una transición pacífica y democrática entre presidentes electos en la historia republicana de Venezuela. En su discurso dado al Congreso de la República, Leoni hizo hincapié en la unidad nacional y la necesidad de fortalecer la democracia frente a los desafíos políticos y sociales del país.

#### Rafael Caldera
En las elecciones presidenciales de 1968, el candidato electo fue el doctor Rafael Caldera perteneciente al partido COPEI, con una ajustada diferencia de 32 906 votos frente a su rival Gonzalo Barrios de AD. La apretada victoria provocó tensiones dentro de la sociedad venezolana y el temor de que tanto el partido gobernante AD y los militares desconocieran los resultados, algo que había sido común durante gran parte de la historia nacional. Al final, todo temor sobre un posible golpe de Estado se disipó el mismo día en que se oficializó el resultado de las elecciones, con el mensaje enviado por el entonces ministro de defensa, Ramón Florencio Gómez, al comando de campaña de Caldera: «las fuerzas armadas garantizan el reconocimiento de la voluntad popular expresada en el voto». Esto fue visto como señal del cambió de las Fuerzas Armadas hacia el respeto institucional y constitucional. El doctor Caldera es el primer venezolano de un partido de oposición en asumir el gobierno constitucional de manera pacífica y democrática. También hace historia COPEI al ser el único partido en Venezuela en llegar al poder «sin el afago de la violencia».

#### Carlos Andrés Pérez
En las elecciones presidenciales de 1973, el candidato de AD, Carlos Andrés Pérez, se convirtió en presidente electo con el 48,64 % del total de votos. Su toma de posesión se produjo el día 12 de marzo de 1974.

#### Luis Herrera Campíns
En 1978, se llevaron a cabo las elecciones presidenciales el domingo 3 de diciembre, en ellas, el partido COPEI volvió a gobernar gracias a la victoria de su candidato a la presidencia, Luis Herrera Campíns, convertido en presidente electo con el 54,9 % del total de votos emitidos frente al candidato de AD, Luis Piñerúa Ordaz, que obtuvo el 43,31 % de los votos. Herrera tomó posesión el 12 de marzo de 1979, el discurso que pronunció durante la ceremonia paso a la historia contemporánea venezolana por las advertencias que daba el nuevo presidente de la república:
Hoy en cambio me toca recibir una economía desajustada y con signos de graves desequilibrios estructurales y de presiones inflacionarias y especulativas, que han erosionado alarmantemente la capacidad adquisitiva de las clases medias y de los innumerables núcleos marginales del país. Recibo una Venezuela hipotecada.
Fue el centro del mensaje inaugural de Herrera Campíns ante el Congreso, 12 de marzo de 1979.

#### Jaime Lusinchi
Las siguientes elecciones presidenciales se celebraron el 4 de diciembre de 1983, los resultados anunciados por el Consejo Supremo Electoral (CSE) dieron como ganador al candidato de AD, Jaime Lusinchi, que con el 63,4 % del escrutinio, fue escogido por los votantes para ser el nuevo presidente electo. El 2 de febrero de 1984 fue la fecha en la que tuvo lugar la toma de posesión del presidente electo Lusinchi, donde juró cumplir la ley constitucional y se le fue otorgada la banda presidencial por parte de su antecesor en el cargo, Luis Herrera Campíns. Su intervención en el parlamento estuvo marcada por el anunció de que su nuevo gobierno se centraría en la austeridad económica que «pondrá fin a los problemas la era de los espejismos de país petrolero que llenaron buena parte del siglo XX».

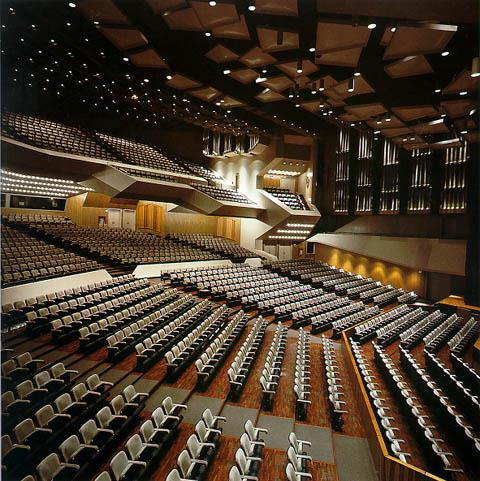
El Teatro Teresa Carreño Sala Ríos Reyna, lugar donde se celebró la segunda toma de posesión de Carlos Andrés Pérez en 1989.

#### Carlos Andrés Pérez
En las elecciones presidenciales de 1988, los sufragantes venezolanos escogieron al expresidente y candidato de AD, Carlos Andrés Pérez, que con el 52,91 % del total de votos válidos, fue proclamado por el CSE como Presidente electo de la República por segunda ocasión, Pérez fue el primer político en la historia democrática de Venezuela en ser dos veces presidente electo. La segunda toma de posesión de Carlos Andrés Pérez tuvo lugar el 2 de febrero de 1989, el acto ceremonial se realizó en la Sala Ríos Reyna del Teatro Teresa Carreño, siendo la primera vez que se celebró en un lugar diferente al Palacio Federal Legislativo, sede del Congreso. Al evento asistieron una veintena de jefes de Estado, entre los cuales se encontraban el líder cubano Fidel Castro, el presidente español Felipe González, el primer ministro portugués Mário Soares y así como decenas de representantes de otras delegaciones y expresidentes. En su discurso que marcó el inició de su mandato, Pérez enfatizó en la necesidad de que el Estado venezolano abandonara su rol intervencionista y protector, que, según él, había derivado en un Estado obstruccionista y complaciente. El evento fue apodado como «La Coronación».

#### Rafael Caldera
En las elecciones presidenciales de 1993, el candidato ganador fue el doctor y expresidente Rafael Caldera, esta vez representando al partido Convergencia, quien resultó ganador con un 1 710 772 votos que representaba un 30,46 % del electorado, proclamado por el CSE como nuevo presidente electo, por segunda ocasión. La segunda toma de posesión de Caldera se produjo el 2 de febrero de 1994, donde fue juramentado por el presidente del Congreso Nacional, Eduardo Gómez Tamayo, como presidente de Venezuela. En su discurso de toma de posesión ante el congreso, Caldera reconoció el malestar social producto de la crisis económica que azotaba el país en esos momentos y abogo por la unidad y la reconciliación nacional para hacer frente a la problemática.

#### Hugo Chávez

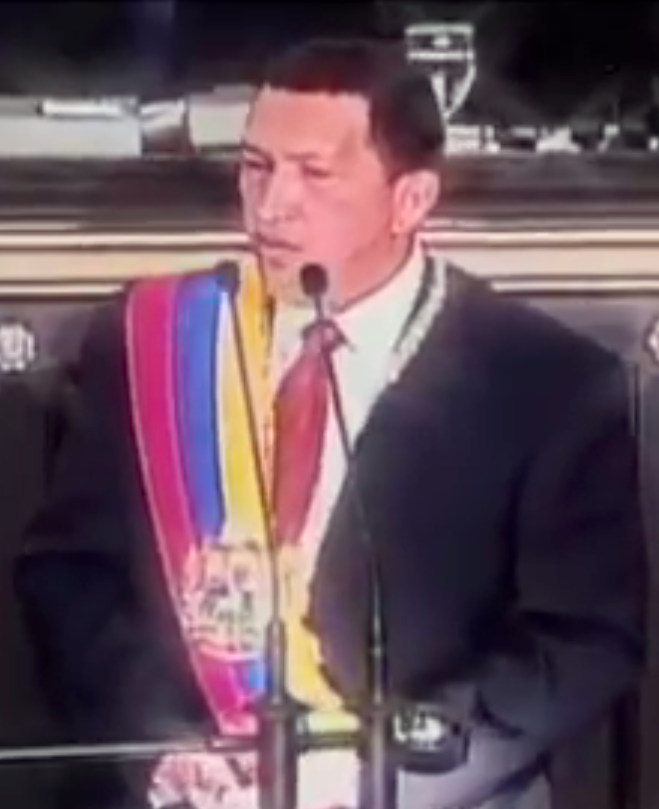
Presidente electo Hugo Chávez durante su toma de posesión el 2 de febrero de 1999.

En las elecciones presidenciales de 1998, fue vencedor el candidato del partido Movimiento V República, el militar que protagonizó el frustrado intento de golpe de Estado de 1992, Hugo Chávez, que recibió 3 673 685 de votos por parte de los electores venezolanos, que representó un 56,20 % de todos los votos emitidos en dicha elección, fue proclamado por el recién creado Consejo Nacional Electoral (CNE) como presidente electo de la República. La toma de posesión del electo Chávez fue el 2 de febrero de 1999, dentro del Capitolio Federal, sede del Congreso Nacional, fue juramentado por Luis Alfonso Dávila, último presidente del Congreso, la juramentación hacia la constitución de Chávez sería recordaba en la historia democrática del país, debido a las controvertidas palabras que uso contra la Constitución.

“Juro delante de Dios, de la Patria y de mi pueblo que sobre esta moribunda Constitución haré cumplir e impulsaré las transformaciones democráticas necesarias para que la República tenga una Carta Magna adecuada a los nuevos tiempos”.
Juramentación de Hugo Chávez

La periodista Yira Yoyotte, que presenció la toma de posesión, aseguró que muchos de los congresistas y demás presentes en la toma de posesión exclamaron en sorpresa, pero nadie impugno. El expresidente del Congreso dijo años más tarde que: «la grosera e inconsulta intemperancia, junto a toda la Nación y los invitados a la toma de posesión, al jurar sobre una moribunda Constitución y dar, con aquel desparpajo que le fue característico, inicio al preludio que sepultó la esperanza que había despertado». Fue el expresidente Rafael Caldera quien entregó la banda presidencial y el Collar de la llave del Arca a Chávez, según palabras de Luis Dávila, luego de colocar ambas insignias a Chávez, Caldera le susurro a su sucesor: «¡Vea qué hacer con eso!».
Terminada la juramentación, Chávez dio un discurso frente al parlamento que estuvo cargado de referencias históricas y apelaciones a la identidad nacional, buscando legitimar su proyecto político y movilizar a sus seguidores en torno a la idea de una nueva República.

### Período 2000-presente

#### Nicolás Maduro
La tercera toma de posesión de Nicolás Maduro como presidente de Venezuela tuvo el 10 de enero de 2025. La constitución venezolana específica que las inauguraciones se deberían realizar por la Asamblea Nacional, en el Palacio Federal Legislativo de Caracas. El acto implicó la juramentación del presidente electo para un periodo de 6 años. 
La investidura ha sido controvertida debido a las acusaciones de fraude electoral en las elecciones presidenciales de 2024, en las que el Consejo Nacional Electoral proclamó sin revelar las actas de escrutinio la victoria de Nicolás Maduro para un tercer mandato. Sin embargo, el Comando Con Venezuela, basados en las actas que ellos mismos habían recopilado, dieron como ganador a Edmundo González con el 67 % de los votos.
Estaba previsto que la toma de posesión de Nicolás Maduro comenzara a las 12:00 (hora de Venezuela). Sin embargo, Maduro llegó a las 10:30 para la juramentación. Durante la ceremonia de investidura asistieron los miembros de la Asamblea Nacional, ministros y aliados e invitados. La toma de posesión tuvo lugar en el Salón Elíptico del Palacio Federal Legislativo. Las autoridades implementaron cierres de la frontera terrestre y el espacio aéreo de Venezuela con Colombia antes de la toma de posesión, citando consideraciones de seguridad.

## Interpretaciones y aplicaciones constitucionales

### Constitución de 1961

#### Aplicación del artículo 150, atribución 8 en 1993
Después de que el congreso suspendiera a Carlos Andrés Pérez del cargo de presidente de la república el 21 de mayo de 1993, en vista de que haya ocurrido en más de la mitad de la fecha constitucional (1989-1994), el Congreso en reunión de ambas cámaras vota por la elección de Ramón J. Velázquez como presidente el 4 de junio, siendo juramentado el 5 del mismo mes.

### Constitución de 1999

#### Interpretación del artículo 231 en 2013
El 9 de enero de 2013 ante la ausencia fuera del país del presidente electo Hugo Chávez, la presidenta del Tribunal Supremo de Justicia Luisa Estella Morales, comunica en rueda de prensa la interpretación de la Sala Constitucional sobre el Artículo 231 de la Constitución en la que se declara que una nueva toma de posesión del cargo de presidente por parte de Chávez no era necesaria ya que, según su tesis, «existe una continuidad administrativa», por lo que el Gobierno del momento no expiraba al día siguiente. Del mismo modo, descarta la posibilidad de convocar una junta médica para evaluar y dar una opinión final sobre el estado de salud de Chávez.

#### Aplicación del artículo 231 en 2019
El 10 de enero de 2019 Nicolás Maduro se juramenta ante el Tribunal Supremo de Justicia como presidente constitucional de Venezuela, en la sede del TSJ motivado a que la Asamblea Nacional se encontraba desarticulada por una sentencia del Tribunal Supremo de Justicia para ese momento.